# 海角鸦
海角鸦（学名：Corvus capensis）是鸦科鸦属的一种，分布于乌干达、纳米比亚、安哥拉、索马里、南非、埃塞俄比亚、斯威士兰、肯尼亚、厄立特里亚、坦桑尼亚、津巴布韦、赞比亚、刚果民主共和国、苏丹、博茨瓦纳和莱索托。全球活动范围约为3,880,000平方千米。该物种的保护状况被评为无危。
其种加词“capensis”意为“南非开普省的/好望角的”。
海角鸦的平均体重约为572.2克。栖息地包括种植园、亚热带或热带的（低地）季节性湿润草原、亚热带或热带的（低地）干燥疏灌丛、高山湿地、耕地、淡水湖、干燥的稀树草原、河流、溪流和亚热带或热带的高海拔草原。